# Estourmel
Estourmel ist eine französische Gemeinde mit 470 Einwohnern (Stand: 1. Januar 2022) im Département Nord in der Region Hauts-de-France; sie gehört zum Arrondissement Cambrai und zum Kanton Caudry. Die Einwohner werden Estourmelois und Estourmeloises genannt.
Die Gemeinde erhielt 2022 die Auszeichnung „Zwei Blumen“, die vom Conseil national des villes et villages fleuris (CNVVF) im Rahmen des jährlichen Wettbewerbs der blumengeschmückten Städte und Dörfer verliehen wird.

## Geographie
Estourmel liegt etwa sechs Kilometer ostsüdöstlich von Cambrai. Umgeben wird Estourmel von den Nachbargemeinden Cauroir im Nordwesten und Norden, Carnières im Norden und Osten, Cattenières im Südosten und Süden, Wambaix im Süden und Südwesten sowie Awoingt im Westen.

## Bevölkerungsentwicklung
| Jahr                       | 1962 | 1968 | 1975 | 1982 | 1990 | 1999 | 2006 | 2012 | 2020 |
| Einwohner                  | 410  | 408  | 405  | 404  | 411  | 419  | 442  | 447  | 457  |
| Quellen: Cassini und INSEE |      |      |      |      |      |      |      |      |      |

## Sehenswürdigkeiten
- Kirche Saint-Vulgan
- Kapelle Bricout, 1865 errichtet, seit 1990 als Monument historique eingeschrieben
- Zoologischer Park (Le Parc d'Estourmel)
- Wasserturm

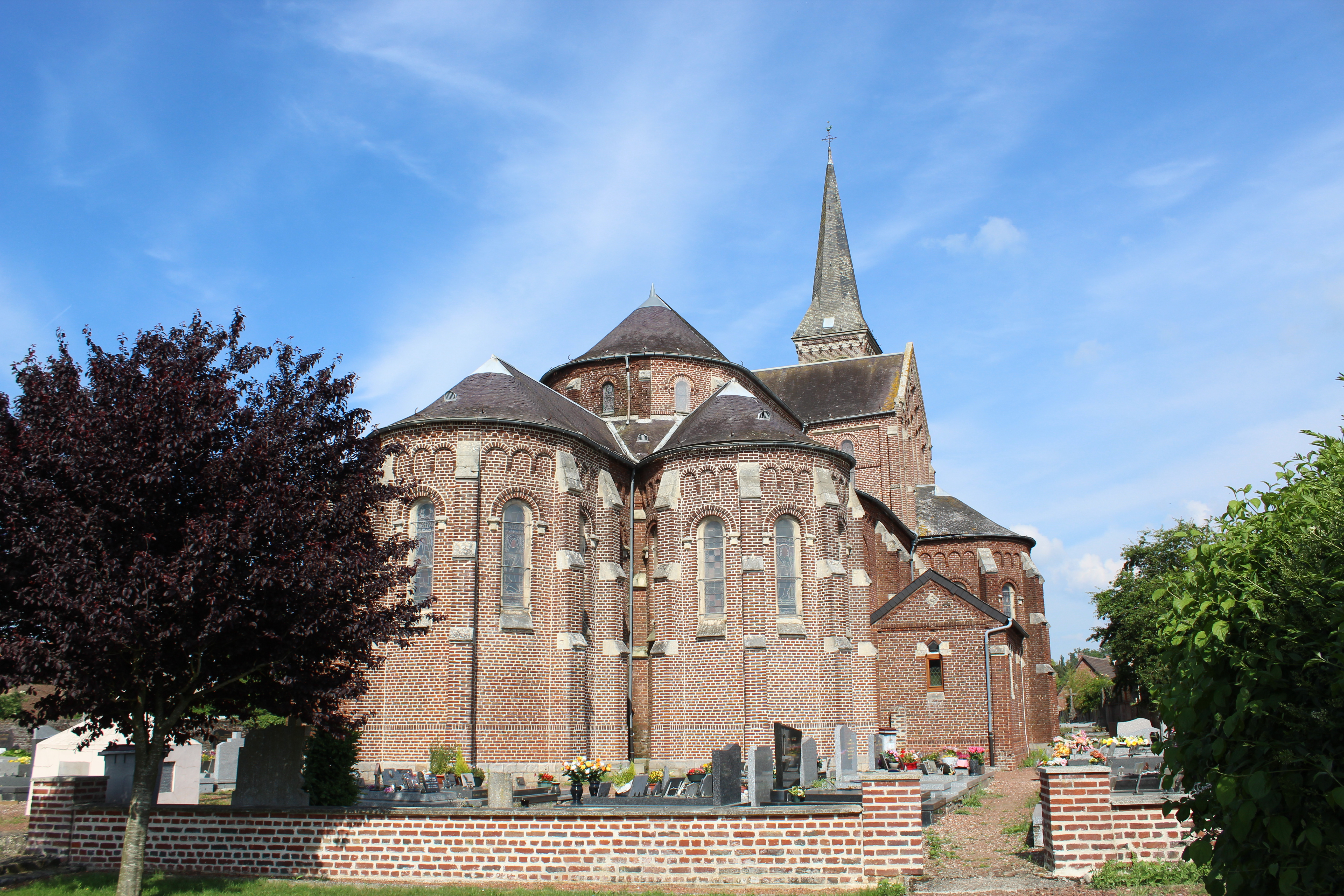
Kirche Saint-Vulgan
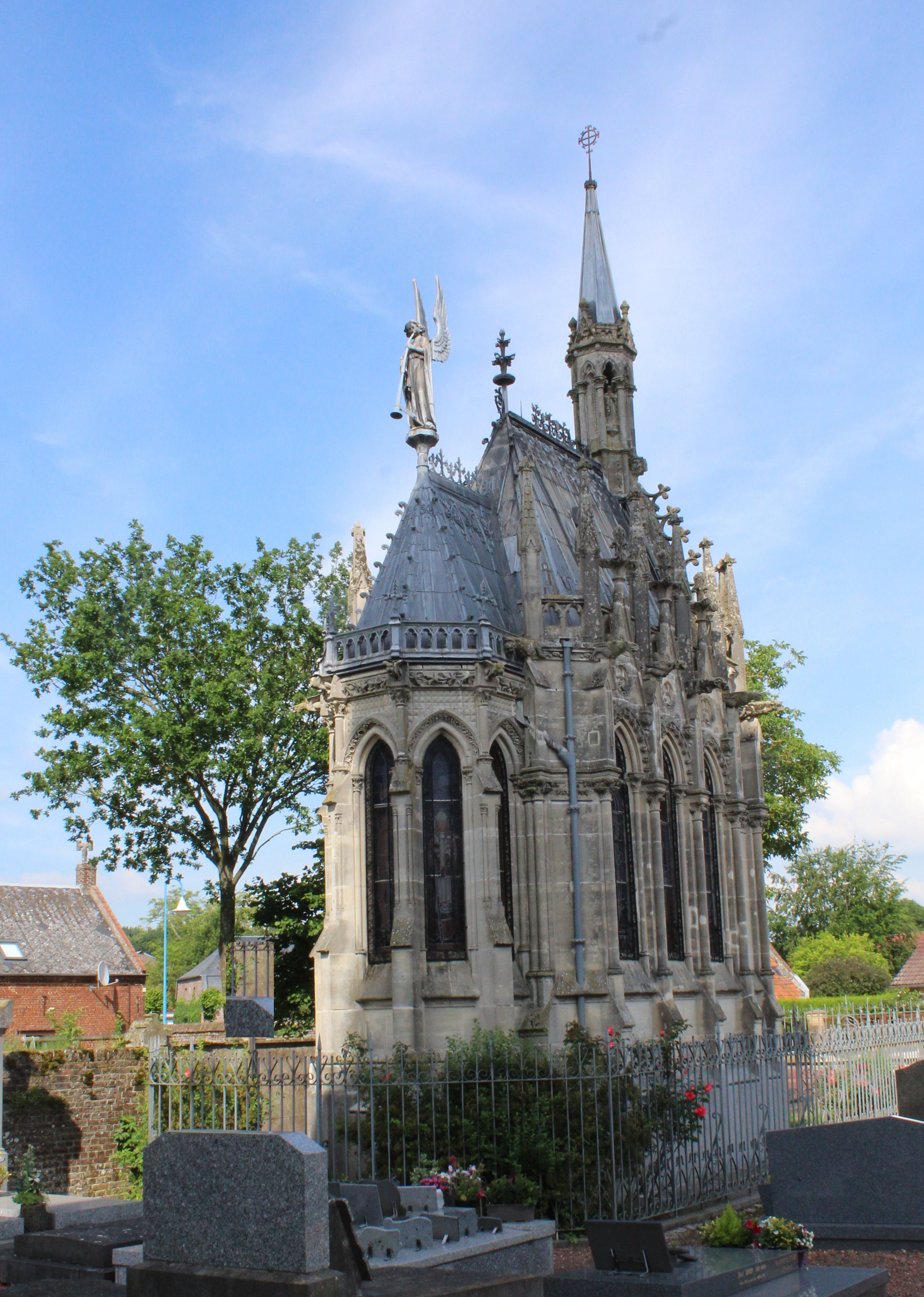
Kapelle Bricout
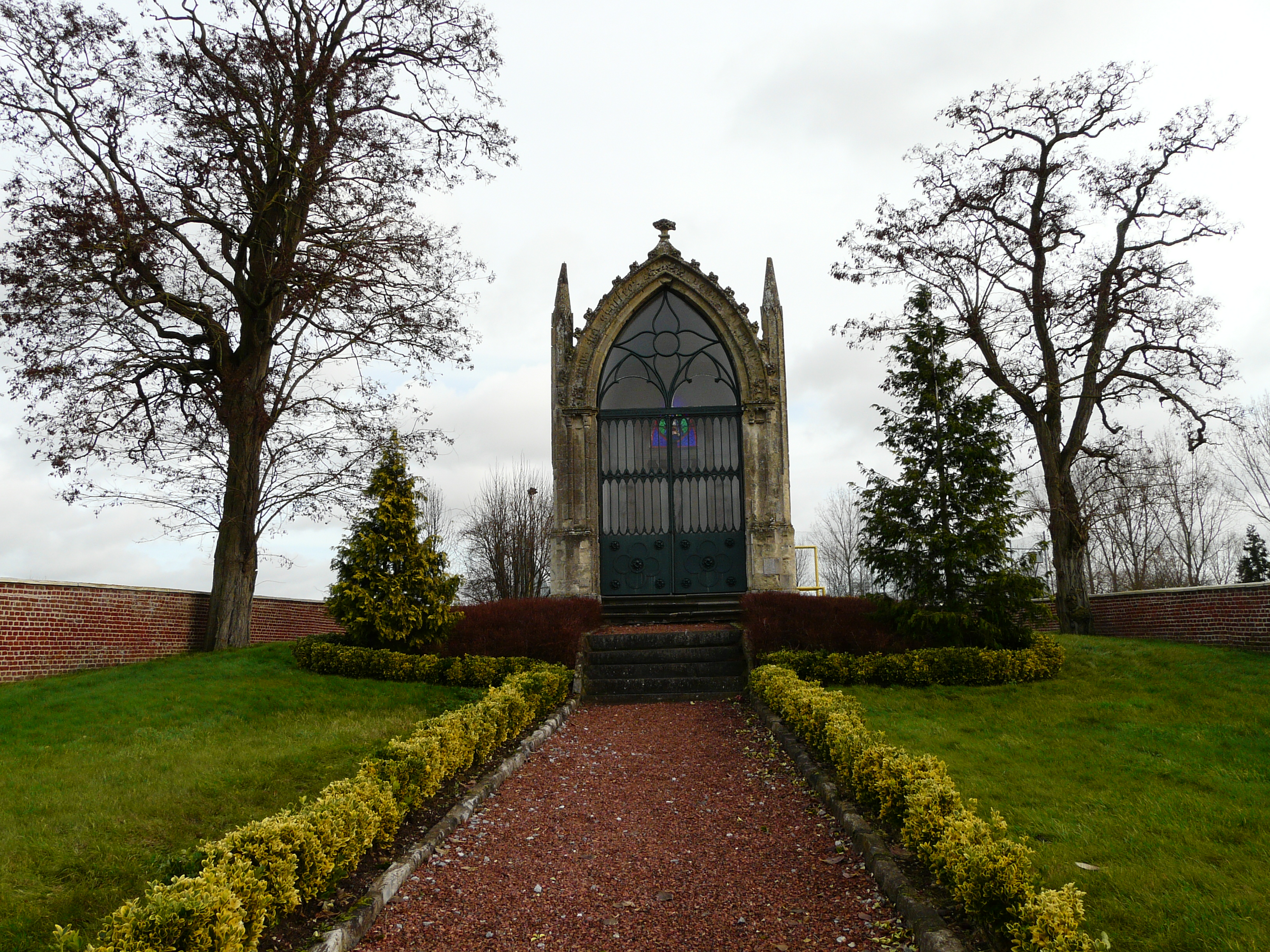
Kapelle in der Avenue Georges-Clémenceau